# 新内節
新内節（しんないぶし）は、鶴賀新内が始めた浄瑠璃の一流派。浄瑠璃の豊後節から派生したが、舞台から離れ、花街などの流し（門付け）として発展していったのが特徴。哀調のある節にのせて哀しい女性の人生を歌いあげる新内節は、遊里の女性たちに大いに受け、隆盛を極めた。

## 成り立ち
心中物を歌う豊後節（宮古路節）が江戸幕府によって禁止されたことを受けて宮古路豊後掾が帰京した後、門弟たちは、常磐津節、富本節、宮薗節などに名を変え、分派していった。そのうちの一人宮古路加賀太夫が延享二年（1745年）富士松薩摩を名のって富士松節（富士松派）を起こした。さらに富士松薩摩の門弟から鶴賀若狭掾が出て鶴賀節（鶴賀派）を立てたが、門人の一人鶴賀新内が宝暦・明和年間（1751年 - 1771年)にその美声によって人気を得、新内節を創始した。その後、「新内節」の名称が富士松・鶴賀両派を包摂するかたちで現在に至っている。
江戸浄瑠璃の例に漏れず、初期には歌舞伎の伴奏音楽として用いられたこともあるが、早く素浄瑠璃に変化し、さらに「流し」と呼ばれる独特の形式を生むにいたった。吉原を中心に街頭を一枚一挺で流す新内節は、その情緒纏綿たる語り口、遊女の心情をきめこまかに描いた曲の内容から、江戸情緒を代表する庶民的な音楽として知られるところである。その芸風は豊後節の影響をつよくうけ、また二代目鶴賀新内が美声によって知られた太夫であったこともあって、きわめて歌う要素のつよい浄瑠璃である。
曲目には、義太夫節から借りた段物、遊里の情景や心中を描いた端物、滑稽を中心とするチャリ物があるが、新内として特に有名なのは端物である。「蘭蝶」や「明烏夢泡雪」はその代表曲といっていい。